# Goult
Goult ist eine südfranzösische Gemeinde mit 1.067 Einwohnern (Stand 1. Januar 2022)  im Département Vaucluse in der Region Provence-Alpes-Côte d’Azur. Die Gemeinde ist Mitglied im 2014 neu geschaffenen Gemeindeverband Communauté de communes Pays d’Apt-Luberon. 

## Geografie
Durch Goult fließt der Coulon. Nördlich des Gewässers verläuft die Départementsstraße D900. 
Die angrenzenden Gemeinden sind 
- Roussillon im Nordosten,
- Bonnieux im Südosten,
- Lacoste und Ménerbes im Süden,
- Beaumettes im Südwesten,
- Saint-Pantaléon und Gordes im Nordwesten.

Die Gemeinde gehört zum Weinbaugebiet Côtes du Ventoux, dessen Herkunftsbezeichnung durch die Appellation d’Origine Contrôlée (AOC) geschützt ist.

## Bevölkerungsentwicklung
| Jahr      | 1962 | 1968 | 1975 | 1982 | 1990 | 1999 | 2008 |
| --------- | ---- | ---- | ---- | ---- | ---- | ---- | ---- |
| Einwohner | 898  | 945  | 1051 | 1109 | 1281 | 1285 | 1176 |

## Sehenswürdigkeiten
Der Dolmen de l’Ubac liegt am Rand der Ebene von Marican, in der Nähe der Hügel von Ubac, am linken Ufer des Le Calavon, südwestlich von Goult.

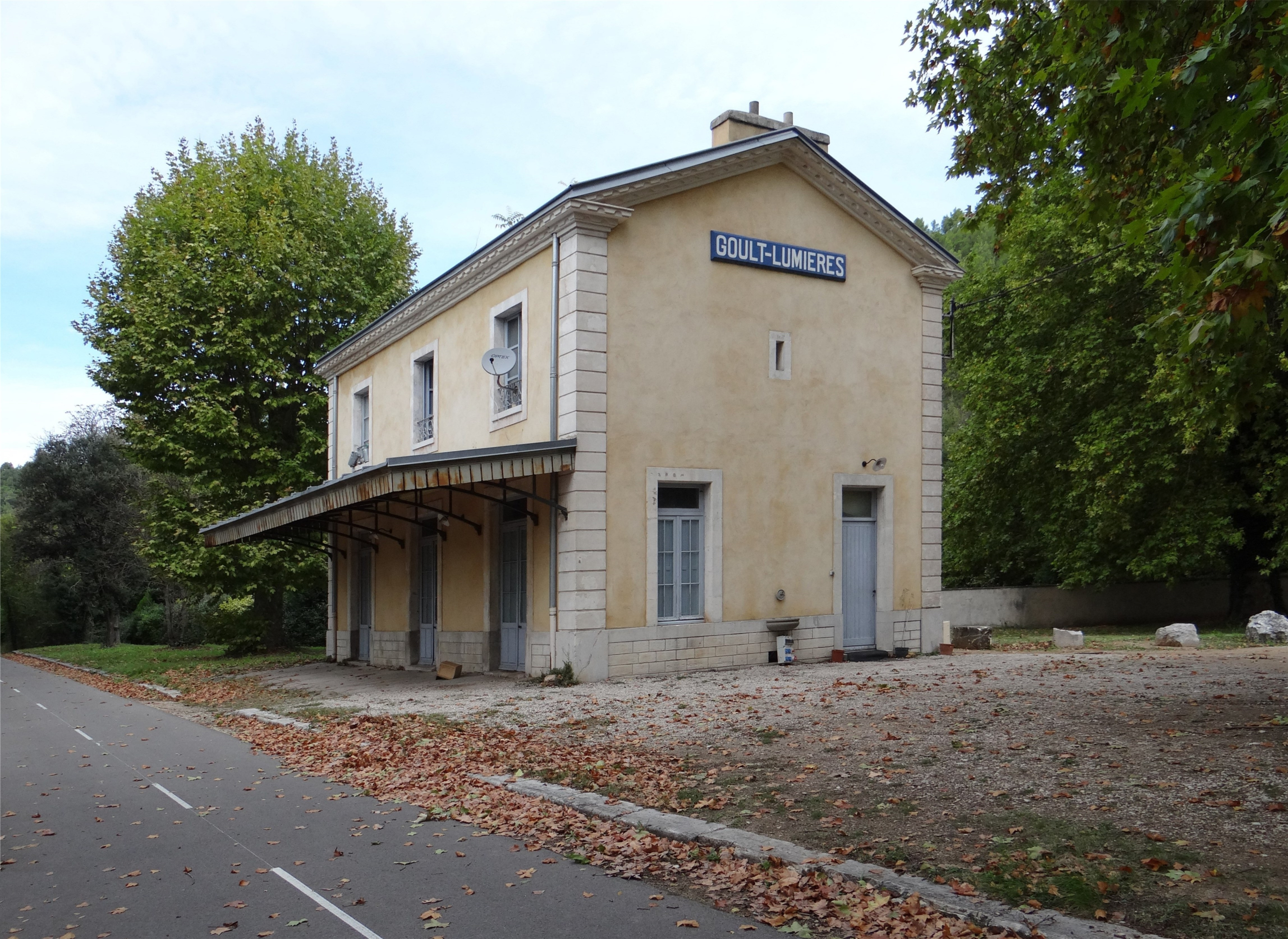
Der vormalige Bahnhof Goult-Lumieres
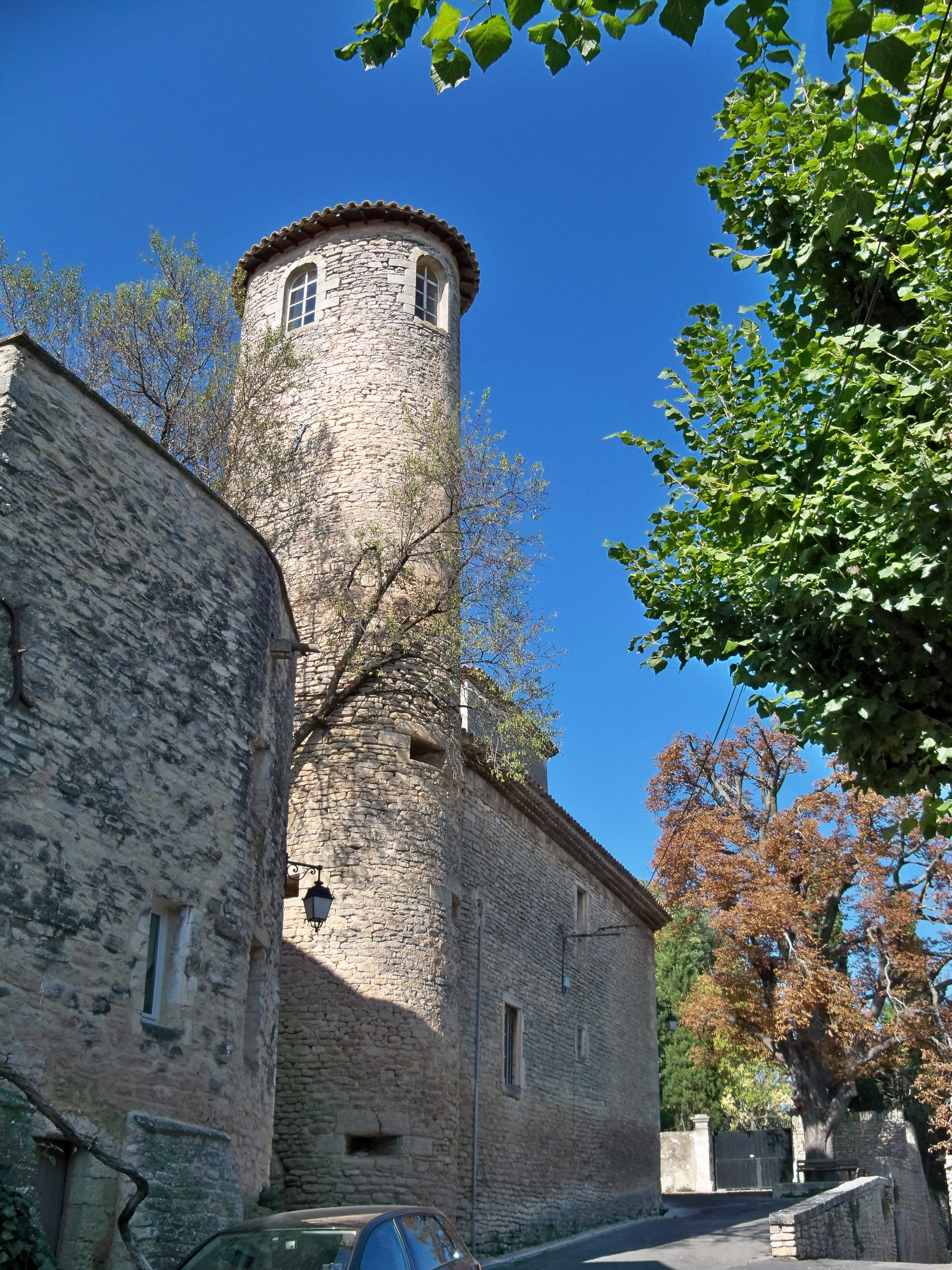
Das Schloss von Goult
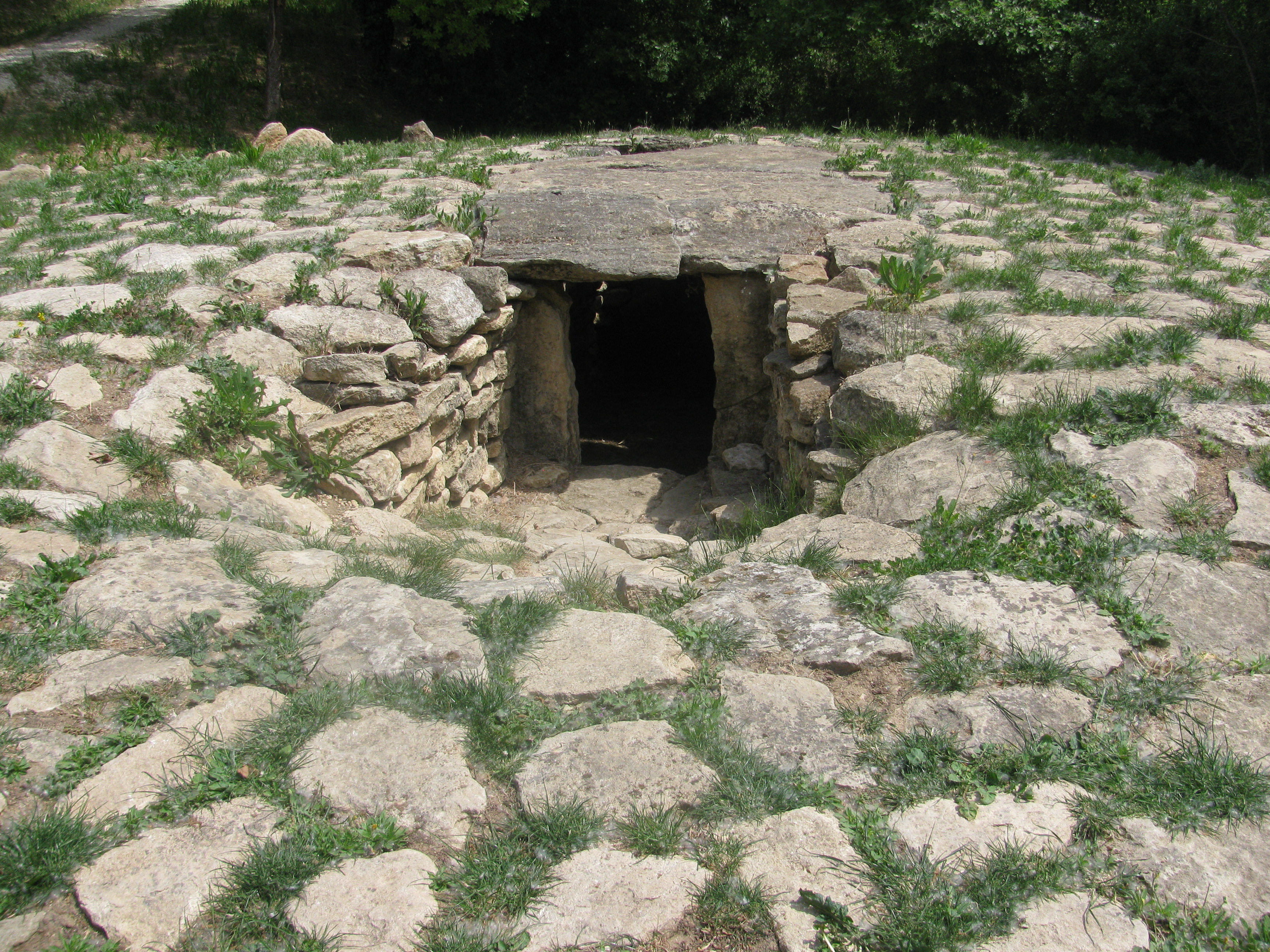
Dolmen de l'Ubac
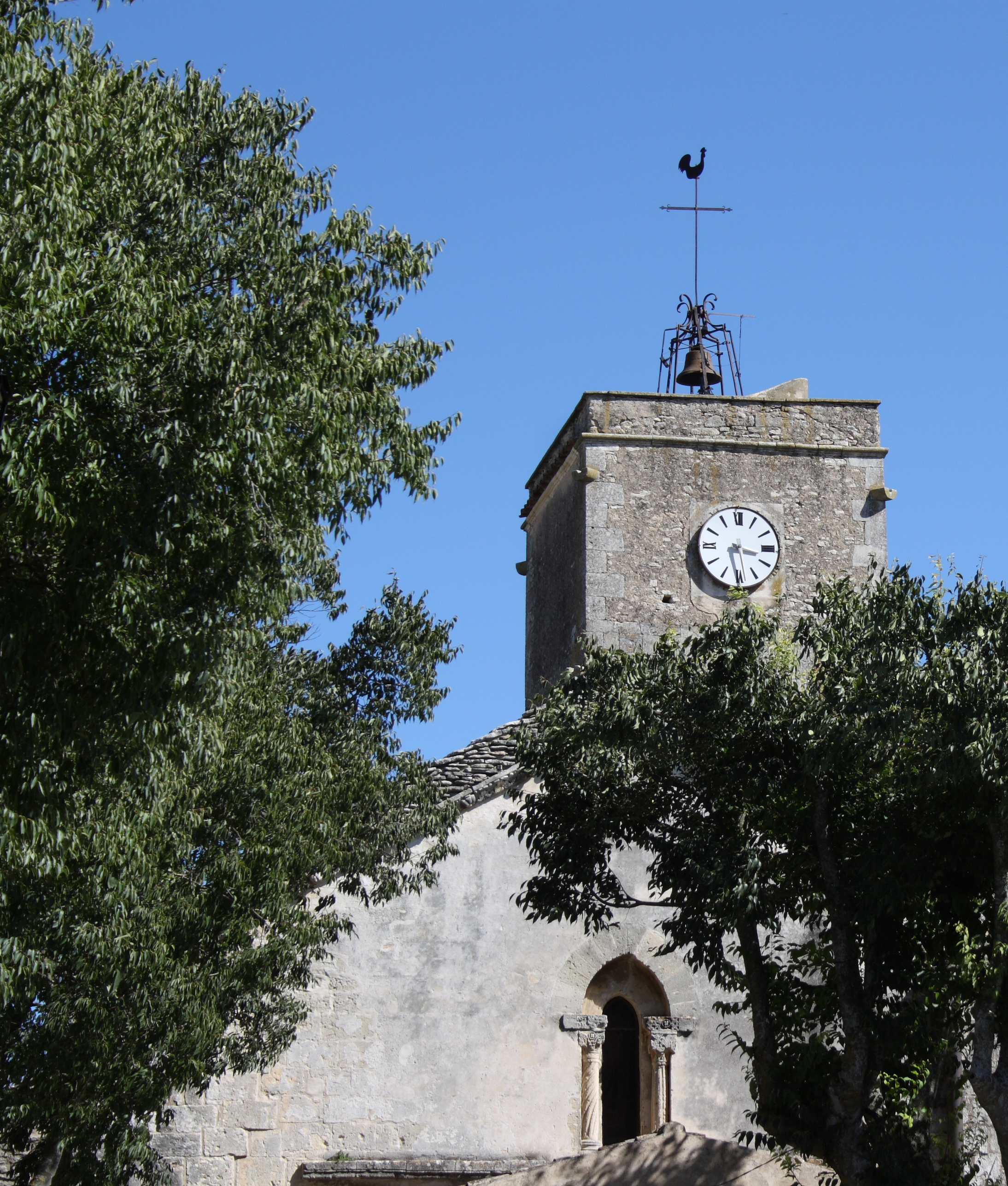
Die Kirche Saint-Sébastien
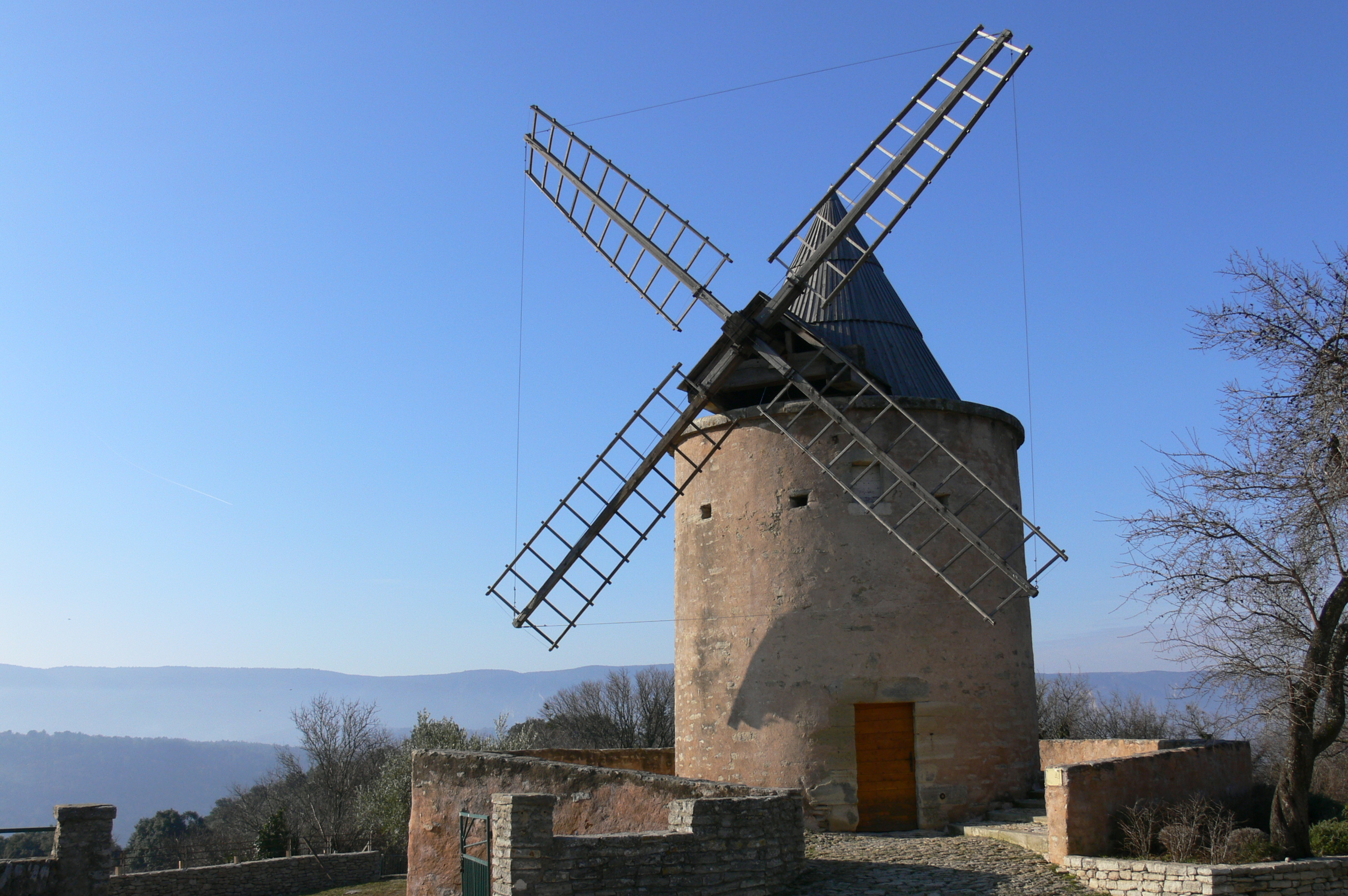
Die Windmühle „Moulin de Jérusalem“